# E (tal)

Tallet e (også kaldet Eulers tal, opkaldt efter matematikeren Leonhard Euler) er et transcendent tal, der har denne afkortede og tilnærmede værdi på 2,7182818284590452353602.

## Definitioner
Der er forskellige definitioner for tallet e, men den mest grundlæggende er, at hældningskoefficienten for tangenten af et vilkårligt givet punkt på funktionen {\displaystyle y=f(x)=\mathrm {e} ^{x}} altid er lig med y.
{\displaystyle \mathrm {e} } er det eneste tal, for hvilket det gælder, at eksponentialfunktionen {\displaystyle \mathrm {e} ^{x}} opfylder relationen
{\displaystyle {\frac {\mathrm {d} }{\mathrm {d} x}}\mathrm {e} ^{x}=\mathrm {e} ^{x}.}
Desuden er {\displaystyle \mathrm {e} } grundtallet for den naturlige logaritme, ofte skrevet i notationen {\displaystyle \ln(x)}; altså opfylder {\displaystyle \mathrm {e} } følgende:
{\displaystyle \ln(\mathrm {e} )=\int _{1}^{\mathrm {e} }{\frac {1}{x}}\mathrm {d} x=1.}
Af konstruktive definitioner kan blandt mange nævnes
{\displaystyle \mathrm {e} =\lim _{n\to \infty }\left(1+{\frac {1}{n}}\right)^{n},}
{\displaystyle \mathrm {e} =\sum _{n=0}^{\infty }{1 \over n!}={1 \over 0!}+{1 \over 1!}+{1 \over 2!}+{1 \over 3!}+{1 \over 4!}+\cdots +{1 \over n!}+\cdots }

## Eulers identitet
Ligheden
{\displaystyle \mathrm {e} ^{\pi i}+1=0}
er kendt for at på smuk vis binde matematikkens fem vigtigste konstanter sammen. Det er en Eulers identitet.

## Notation
Eksponentialfunktionen {\displaystyle \mathrm {e} ^{x}} skrives somme tider med funktionen exp:
{\displaystyle \exp(x)=\mathrm {e} ^{x}.}
Dette bruges især på computere, for eksempel i programmeringssprog og regneark, hvor brugen af hævet skrift er besværlig eller ikke-tilgængelig.

## Kulturel Betydning
Konstanten fejres årligt d. 27. Januar eller den 7. februar på eulers-dag.